# Ness et Rayan : Le droit chemin
Pour plus de détails, voir Fiche technique et Distribution.
Ness et Rayan : Le droit chemin est un téléfilm franco-belge réalisé par Julie Manoukian d'après un scénario de Stéphane Kaminka et Paul Kaminka, et diffusé pour la première fois en Belgique le 28 avril 2025 sur La Une.
Cette comédie policière est une coproduction de Kam&Ka, Ramona Productions, France Télévisions, Be-FILMS et la RTBF (télévision belge).

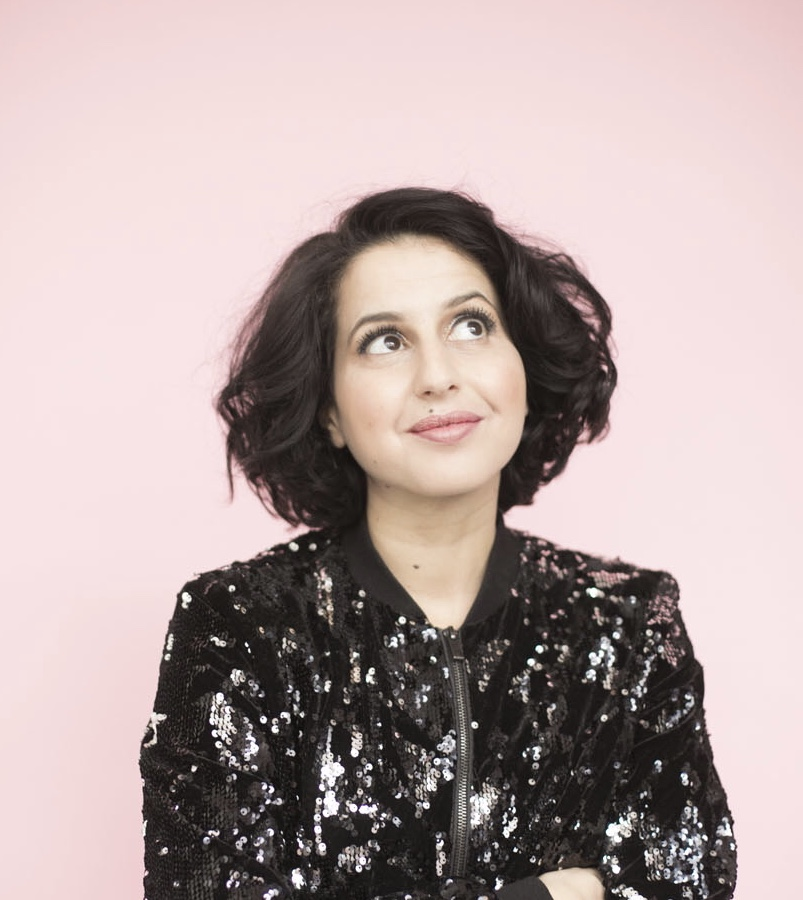
Nadia Roz.

## Fiche technique
Sauf indication contraire, les informations mentionnées dans cette section peuvent être confirmées par les bases de données cinématographiques  présentes dans la section « Liens externes ».
- Titre français : Ness et Rayan : Le droit chemin
- Réalisation : Julie Manoukian[1],[2],[3],[4]
- Scénario : Stéphane Kaminka et Paul Kaminka[3],[4]
- Musique : Matéi Bratescot
- Décors : Antoine Maron
- Costumes : Marie Jagou
- Photographie : Isarr Eiriksson
- Son : Jean Collot
- Montage : Marie Silvi
- Production : Stéphane Kaminka, Samuel Kaminka, Jean-Pierre Alessandri et Olga Vincent[3]
- Sociétés de production : Kam&Ka, Ramona Productions, France Télévisions, Be-FILMS et la RTBF[1],[5],[2],[3]
- Pays de production :  France /  Belgique
- Langue originale : français
- Format : couleur
- Genre : Comédie policière
- Durée : 90 minutes[3],[4]
- Dates de première diffusion :
  - Belgique : 28 avril 2025 sur La Une[6]

## Distribution
- Nadia Roz : Ness
- Ilies Kadri : Rayan
- Salomé Dienis-Meulien : Paulette
- Julien Ratel : Manu
- Stéphane Debac : Thierry
- Albane You : Margaux
- Éric Métayer : Franck Salce
- Bénédicte Dessombz : Marie Salce
- Jonah Deguilhen : Lucas
- Niels Seval : Wardog
- Rachid Hafassa : Monsieur Benami
- François Nuyttens : Platek

## Production

### Genèse et développement
Cette comédie policière est une coproduction de Kam&Ka, Ramona Productions, France Télévisions, Be-FILMS et la RTBF (télévision belge), réalisée pour France 2 avec la participation de la Radio télévision suisse (RTS) et de TV5 Monde, ainsi que le soutien du département français de la Charente-Maritime et du Centre national du cinéma et de l'image animée,,,.
Le scénario est de la main de Stéphane et Paul Kaminka, et la réalisation est assurée par Julie Manoukian.
La production est assurée par Stéphane Kaminka, Samuel Kaminka, Jean-Pierre Alessandri et Olga Vincent pour Kam&Ka et Ramona Productions.

### Tournage
Le tournage se déroule du 5 novembre au 3 décembre 2024 à Rochefort et sa région, dans le département français de la Charente-Maritime en région Nouvelle-Aquitaine,.

## Accueil

### Diffusions et audience
En Belgique, le téléfilm, diffusé le 28 avril 2025 sur La Une, est regardé par 190 548 téléspectateurs et se classe deuxième en termes d'audience : l'audience consolidée à J+31 monte à 232 909 téléspectateurs.